# 과학혁명의 구조
《과학혁명의 구조》(科學革命- 構造, 영어: The Structure of Scientific Revolutions 더 스트럭처 오브 사이언티픽 레볼루션스[*])는 철학자 토머스 S. 쿤이 저술한 과학사에 대한 책이다. 이 책의 출판은 과학사, 과학 철학, 과학 지식 사회학에서의 기념비적 사건이며, 현재에도 진행되고 있는 광범위한 평가와 반응을 촉발하였다. 쿤은 정상 과학에서의 진보에 대한 일반적인 인식에 도전하였다. 일반적인 과학적 진보는 이미 수용된 사실과 이론의 "축적에 의한 발전"으로 인식되었다. 쿤은 정상 과학에서의 이러한 개념적인 연속성의 시기가 혁명적인 과학의 시기에 의해 방해되는 불연속적인 모델을 주장하였다. 혁명의 시기 동안에 발견된 "이상 현상"은 새로운 패러다임을 야기한다. 새로운 패러다임은 오래된 데이터에 대하여 새로운 질문을 던지며, 이전 패러다임의 "수수께끼 풀기"를 넘어, 게임의 법칙과 새로운 연구의 방향을 지시하는 "지도"를 변경한다.
예를 들어 쿤의 코페르니쿠스 혁명에 대한 분석은 처음에는 태양중심설이 천체 현상에 대한 지구중심설보다 더욱 정확한 예측을 제공하지 못하였으나, 미래의 어느 시점에서 발전할 더 나은, 더 간결한 해결책의 전망을 가진 실행자에게는 매력적인 이론이었다는 것을 강조하였다. 쿤은 우세한 혁명의 대한 핵심적 개념을 패러다임이라고 불렀으며, 이 단어를 20세기 후반에 광범위한 분석 활동에 활용하게 하였다. 패러다임의 전환은 사회학, 맹신, 과학적 전제의 혼합이며, 논리적으로 명확한 과정이 아니라는 쿤의 주장은 대단한 논쟁을 일으켰다. 쿤은 제2판의 1969년 후기에서 우려를 표한 바가 있다. 일부 평론가는 쿤의 책은 과학의 핵심에 실제적인 인문주의를 도입한 것으로 평가하는 반면, 다른 평론가는 가장 위대한 성취의 중심에 비이성적인 요소를 도입하여 과학의 고귀함을 파괴했다고 평가한다.

## 역사
《과학혁명의 구조》는 애초에 《통일 과학 국제 백과전서》(International Encyclopedia of Unified Science)의 단일 항목으로 집필되었고 뒤에 1962년 시카고 대학교 출판부에서 책으로 발간하였다. 1969년 쿤은 초판 발간 이후 제기된 중대한 비판에 대한 자신의 후기를 추가하였다. 2012년 4월 시카고 대학교 출판부는 이안 핵킹의 개설을 담은 50주년 기념판을 발간하였다.
쿤은 이 책의 구상 연도를 자신이 하버드 대학교를 졸업하고 인문계 학부생을 위한 역사적인 사례 연구를 제안받은 1947년으로 밝히고 있다. 쿤은 후일 "나는 과학에서 옛 문헌을 읽어본 적이 없었다. 아리스토텔레스의 《자연학》은 아이작 뉴턴의 물질과 운동 개념과 놀랍도록 달랐다. …… 내가 아리스토텔레스의 저작을 읽었을 때 그의 저작은 역학에서 그저 무시해도 될 만한 것이 아니라 충분히 나쁜 물리 과학으로 여겨졌다. 특히 운동에 대한 아리스토텔레스의 설명은 내겐 관찰과 논리 양면에서 모두 지독한 결함 투성이의 것이었다." 라고 술회하였다. 쿤은 과학사의 사례들을 고찰하면서 아리스토텔레스는 "나쁜 뉴턴"이 아니라 그저 다른 사고 방식을 가지고 있었다고 결론내리게 된다. 이러한 통찰이 《과학혁명의 구조》를 집필하는 밑바탕이 되었다.
쿤이 이 책을 출간하던 시기에 이미 과학적 실험 방법의 발전에 대한 여러 설명이 있었다. 루드비크 플렉은 그의 저서 《과학적 사실의 생성과 발전》에서 과학지식사회학의 체계를 발전시켰다. 여기서 플렉은 아이디어의 변화는 소수의 전문가 그룹과 대중들이 분리된 상태에서 수집된 생각이 전파되면서 발생한다고 설명하였다. 쿤은 1979년 플렉의 책 해설을 쓰면서 그 책을 1950년에 읽었으며 누군가가 "내가 발견해 낸 것을 과학의 역사에서 보았다"고 서술하였다.
쿤이 직접 인용한 이론 가운데 하나는 칼 포퍼가 과학과 비과학을 나누는 핵심 기준으로 내세운 반증 가능성이다. 쿤은 또한 1920년대 논리실증주의에서 시작된 철학 사조인 검증주의를 도입하였다. 검증주의는 과학 법칙이 의미있는 서술이려면 반드시 경험적 증거와 논리적 정합성에 의해 지지되어야 한다고 주장한다.

## 주요 개념

### 접근 기반
과학사와 과학 철학에 대한 쿤의 접근 정상 과학의 개념과 역사적 사건의 영향, 급박한 과학적 발견, 과학 혁명과 그 과정의 본질 등으로 이루어져 있다. 과학 혁명의 시기에 지성의 선택지와 전략에는 어떠한 것이 있는가? 이 시기에 도입되고 알려지는 전문 용어와 언어에는 어떠한 종류들이 있는가? 쿤은 과학 이론의 발전은 간단한 사실들의 누적에 의해 진행되는 것이 아니라, 지적 환경과 가능성의 구성 세트 자체가 변화하여 이루어졌다고 주장한다. 그의 이러한 접근은 일반 역사의 사관 가운데 비선형 역사관과 맞닿아 있는 것이다.

### 정상 과학과 패러다임
패러다임은 원래 언어학에서 언어 사용의 "표준례"를 뜻하는 말이었다. 쿤은 과학 교육이 가르치는 것이 과학적 개념의 정의라기 보다는 용어들이 사용된 예제를 푸는 표준방법에 불과하다는 것에 주목하였다. 쿤은 특정 시대 사람들의 인식 체계를 근본적으로 규정하는 프레임으로 패러다임을 정의하였다. 쿤에 따르면 일반적으로 과학자의 활동은 기존의 잘 밝혀진 원리에 따라 이루어지며, 과학 실험은 기존의 원리를 옹호하는 근거로서 축적된다. 이렇게 과학의 가장 기본적인 논의를 제공하며 해답을 제시한다는 의미에서 공고화된 기존 과학을 정상 과학(normal science)이라고 부를 수 있다. 정상 과학이 지배적인 시기에 새로운 발견이나 풀리지 않는 문제는 배척된다. 과학자들은 특정한 패러다임 안에서 활동함으로서 결과적으로 정상 과학이 정한 틀 내에서만 활동하게 된다. 그러나 정상 과학이 설명하지 못하는 문제는 계속해서 누적되고 정상 과학은 결국 위기를 맞게 된다. 패러다임의 변화는 정상 과학이 이러한 위기를 해결할 수 없을 때 발생하게 된다.
쿤은 패러다임의 전환을 설명하기 위해 노우드 러셀 핸슨의 ‘이론적재성’(theory-ladenness) 개념을 사용한다. 이 개념은 과학자들이 지배적인 이론에 따라 동일한 현상을 다르게 해석할 수 있음을 보여주며, 새로운 패러다임이 등장할 때 기존 데이터에 대한 관점이 어떻게 달라지는지를 드러낸다.

### 코페르니쿠스 혁명

2003년에 지구에서 관측된 화성의 겉보기 역행 이동.

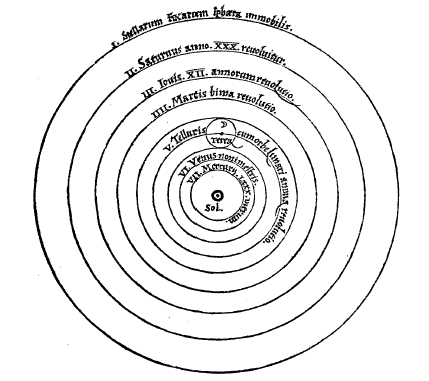
코페르니쿠스가 제안한 우주론

코페르니쿠스 혁명은 과학 혁명의 대표적 사례 가운데 하나이다. 화성이나 목성, 토성은 주기적으로 진행 방향이 바뀌는 역행 현상을 보인다. 지구가 우주의 중심이고 행성들이 그 주위에서 원운동을 한다고 설명하는 지구중심설은 역행을 설명할 수 없었다. 프톨레마이우스는 지구중심설에 대원과 주전원을 도입하여 이러한 역행을 설명하였다. 대원과 주전원의 크기를 조절하고 행성의 회전 속도를 다르게 하면 복잡한 역행 현상도 설명할 수 있게 되었다. 이렇게 하여 행성들의 역행 현상은 오히려 프톨레마이우스 우주관의 정교함을 돋보이게 하는 역할을 하였다.
코페르니쿠스의 태양중심설은 계산의 결과 이전에 심미적 이유에 의해 주장되었다. 코페르니쿠스는 프톨레마이오스의 우주관이 너무나 복잡하고 다양한 추가 조건들로 이루어진 것에 불만을 품었으며 우주는 보다 직관적이고 단순해야 한다고 믿었다. 그는 고대 그리스의 천문학자 아리스타르코스의 태양중심설을 접하고는 그 단순함에 매료되었다. 수학자이기도 했던 인문학자 야코프 브로노프스키는 코페르니쿠스 체제에는 프톨레마이오스 체제가 지니지 못한 통일성과 단순성이 있었다고 평가한다. 그러나 코페르니쿠스의 주장은 천체 운동의 원인을 아리스토텔레스의 설명에서 찾고, 행성 이외의 별들은 천구에 단단히 박혀 있다고 생각하였으며, 여전히 주전원을 도입할 수 밖에 없었던 것과 같이 이전의 패러다임에서 완전히 벗어난 것은 아니었다. 게다가 실제 행성의 움직임을 예측하는 정확도면에서도 코페르니쿠스 체제는 별다른 진전이 없었다. 쿤은 이런 점을 들어 코페르니쿠스의 시기에 천문학이 위기에 봉착한것은 맞으나 그것을 해결하지는 못하였다고 평가한다.
그러나, 코페르니쿠스는 관측과 예측이 아니라 패러다임의 변화에 큰 역할을 하였다. 갈릴레오 갈릴레이는 코페르니쿠스의 주장을 받아들이면서 운동하는 것은 계속하여 운동하려 한다는 관성의 법칙을 끌어들여 원운동의 원인을 설명하려 하였고, 프톨레마이오스 체계를 신봉했던 티코 브라헤의 자료를 넘겨받은 요하네스 케플러는 코페르니쿠스 체계를 기반으로 자료를 재해석하여 행성들의 운동이 타원임을 밝혔다. 결국 1577년 핼리 혜성이 밤하늘을 가로지르는 모습을 보게 된 사람들은 더 이상 별들이 천구에 붙박혀 있다는 설명을 믿지 않게 되었고, 태양과 달, 별들이 텅빈 공간을 떠돈다는 새로운 설명을 받아들이게 되었다. 쿤은 코페르니쿠스 혁명을 패러다임 우선성의 사례로 언급하였는데, 정상 과학의 위기 상황에서 새로운 패러다임이 먼저 발생하고 이를 정교화하는 것은 추후에 뒤따른다는 것이다.

## 과학적 진보에 대한 쿤의 의견
쿤은 《과학혁명의 구조》 초판 마지막 장의 제목을 "혁명을 통한 진보"로 붙였다. 여기에서 쿤은 과학적 진보의 본질에 대한 자신의 관점을 밝혔다. 쿤은 과학의 핵심 요소가 무엇인가 하는 문제의 해결책을 고심하는 동안, 과학 커뮤니티가 새로운 패러다임의 후보군을 받아들이는 것을 지켜보았다. "우선, 새로운 후보는 반드시 어떤 걸출한 해결책을 제시하여야 하고, 그것 이외에는 다른 해결책이 없어야 한다. 둘째, 새로운 패러다임은 이전의 과학자들이 문제 해결과정에서 누적해온 대부분의 활동이 보전된다는 것을 약속해야만 한다."
새로운 패러다임이 옛 패러다임 정도 밖에 포괄성 확보가 드문 상황인 초기 단계에서, 새 패러다임은 반드시 장래에 획기적으로 문제를 해결할 수 있다는 약속을 제시할 수 있어야 한다. 결과적으로, 새로운 패러다임이 이전의 연구가 보여주는 능력을 전혀 또는 거의 보유하지 못했다고 할지라도, 과학 커뮤니티는 그것이 과거의 기록 대다수를 보존할 수 있고 항시 추가적인 문제 해결 방안을 덧붙일 수 있다면 대개는 받아들인다.
쿤은 2차 편집판에서 과학적 진보의 본질에 대한 그의 아이디어를 정교하게 다듬은 후기를 덧붙였다. 쿤은 이론들의 조합을 검사할 수 있는 기회를 가진 관찰자를 등장시키는 사고 실험을 제시하였다. 이 관찰자는 기존의 연대기적 질서에서 비롯된 분명한 지시어 없이 이 이론들을 설명할 수 있을까? 쿤은 이론의 범주와 내용을 기반으로 연대기를 다시 구성할 수 있다고 예측했는데, 왜냐하면 보다 최근의 이론들은 과학자들이 풀고자하는 수수께끼를 해결하는 도구로 보다 유용하기 때문이라고 보았다. 쿤은 "이것은 상대주의적 관점이 아니며 내가 과학적 진보를 확고히 신뢰한다는 것을 보여준다."고 적었다.

## 영향
과학혁명의 구조는 쿤이 논의한 "패러다임의 전환"을 촉발한 것으로 평가된다. 이 책이 출판된 이래로, 16개 이상의 언어로 번역된 것을 포함하여 백만 부 이상이 판매되었다. 1987년에는 예술과 인문학에서 1976년부터 83년 사이에 가장 빈번하게 인용된 20세기 책으로 보고되었다.
정치, 사회, 경제에서 일어난 변화는 쿤의 용어로 표현하는 것은 과학자나 과학사학자에게는 부족해 보일 수 있다. 패러다임, 패러다임의 전환이라는 용어는 내용을 결여한 것으로 보이는 클리셰와 전문가인 척하는 용어가 되었다.

### 철학
과학혁명의 구조에 대한 최초의 광범위한 검토는 파울 파이어아벤트, 노우드 러셀 핸슨 등의 과학 철학자가 주장한 반실증주의적 의견의 연장으로 해석한 철학자 더들리 셰피어(Dudley Shapere)에 의해 이뤄졌다. 셰피어는 이 책을 "과학적인 변화가 점진적으로 발전하는 지식의 선형적 발전이라는 일반적인 이미지에 대한 지속적 공격"으로 부르며, 그 당시의 철학적 상황에 이 책이 준 영향을 강조하였다. 철학자 마이클 루스(Michael Ruse)에 따르면, 쿤은 어니스트 나이절(Ernest Nagel)이 저술한 《과학의 구조》(The Structure of Science)의 과학 철학에 대한 반역사적인, 규범적인 접근을 신뢰하지 않았다. 쿤의 책은 비록 쿤의 의도는 아니었으나 실증주의에 대한 유사주의적 반란을 촉발시켰다. 사실 쿤은 자신의 책을 《통일 과학 국제 백과전서》에서 출판하기 위하여 주요한 실증주의자인 루돌프 카르나프를 접촉하였다. 미국의 철학자 로버트 C. 살러먼은 쿤의 관점이 헤겔의 것과 유사한 면이 있다고 지적하였다. 헤겔주의에서는 테제와 안티 테제가 모순을 일으킬 때 변증법적 변화를 통해 보다 종합적인 테제가 출현한다고 본다.

### 사회학
쿤의 아이디어에 직격탄을 맞은 학문 분야는 과학지식사회학이었다. 해리 콜린스나 스티븐 샤핀과 같은 사회학자들은 쿤의 아이디어를 들어 논리실증주의를 반박하였다. 이들은 쿤의 아이디어를 확장하여 과학적 지식의 판별과 수용에는 논리실증주의가 주장하는 과학적 발견의 정합성 뿐만아니라 전문가의 관심 분야나 정치적 이데올리기와 같은 사회적 요인도 작용한다고 주장하였다.

## 비판
쿤이 《과학혁명의 구조》로 과학 철학과 과학사에 도전하자 비판이 잇달았다. 1965년 국제 과학 철학 학회는 런던의 베드포드 대학교에서 이 책에 대한 특별 심포지엄을 열었다. 심포지엄의 의장은 칼 포퍼였다. 심포지엄은 발제자와 다른 학자들의 논문을 발간하였는데 그것들 가운데 대부분은 쿤에 대해 비판적이었다. 쿤은 이들의 비판을 책에 대한 오독으로 여겼고, "마치 쿤이 둘인듯하다. 하나는 책의 저자인 쿤이고, 다른 하나는 심포지움의 포퍼, 파이어아벤트, 러커토시, 툴민, 와킨스 등의 교수들에게 비판을 받은 쿤이다"라고 언급하였다.
심포지움 자료집에 실린 논문들 상당수는 쿤이 제시한 "정상 과학"이란 것이 실존하는 가에 대해 의문을 던졌다. 파이어아벤트는 그의 글에서 쿤의 정상 과학에 대한 개념은 마치 과학계에 조직 범죄가 상존한다고 하는 것이라 썼다. 포퍼는 쿤의 책 전반의 전제 내용에 대해 심한 혐오를 드러내며 "과학의 목표를 고려하는 계몽적 사고 전환과 그것의 가능한 진보(과학의 사회학, 심리학, 역사 등)는 놀랍고도 실망스럽다"고 썼다.

### 패러다임의 개념
1972년 스티븐 툴민은 그의 책 《인간의 이해》에서 《과학혁명의 구조》가 제시하는 혁명적 과학과 대비 되는 정상 과학 모형은 드물게 일어나는 극적인 과정보다는 흔히 일어나고 있는 과학의 재검토로 대체되는 것이 더욱 사실적인 그림일 것이라고 썼다. 툴민의 관점에서 보면 쿤이 "정상 과학"이라고 부르는 시기에서조차 재검토는 끊임없이 이루어지고 있다.
쿤의 초기 비평가 가운데 한 사람인 노우드 러셀 핸슨은 쿤의 패러다임 전환 이론이 개념적으로 순환적이어서 반증이 불가능하다고 비판했다.

## 판본
- Kuhn, Thomas S. (1962). 《The Structure of Scientific Revolutions》 1판. University of Chicago Press. 172쪽. LCCN 62019621.
- Kuhn, Thomas S. (1970). 《The Structure of Scientific Revolutions》. Enlarged 2판. University of Chicago Press. 210쪽. ISBN 0-226-45803-2. LCCN 70107472.
- Kuhn, Thomas S. (1996). 《The Structure of Scientific Revolutions》 3판. University of Chicago Press. ISBN 0-226-45807-5. LCCN 96013195.
- Kuhn, Thomas S. (2012). 《The Structure of Scientific Revolutions》. 50th anniversary. Ian Hacking (intro.) 4판. University of Chicago Press. 264쪽. ISBN 978-0-226-45811-3. LCCN 2011042476.

### 번역본
- 토머스 쿤 저, 조형 역, 《과학혁명의 구조》, 이화여자대학교출판부, 1980년, ISBN 978-89-7300-003-6
- 토머스 쿤 저, 김명자 역, 《과학혁명의 구조》, 까치글방, 2002년, ISBN 978-89-7291-256-9

## 같이 보기
- 집단사고
- 과학 혁명